# Fushigi Yuugi Genbu Kaiden
Fushigi Yûgi Genbu Kaiden (ふしぎ遊戯 玄武開伝) är en manga skriven av Yuu Watase. Premiären skedde i japan 2003 i Sho-Comi,

## Handling
(Det här är en berättelse som handlar om vad som hände 200 år innan Miaka Yuki (Fushigi Yuugi) sögs in i "De fyra gudarnas rike".) 
När skolflickan Takiko Okuda försöker förstöra sin fars översättning av boken; De fyra gudarnas rike, sugs hon istället in i berättelsen i boken och blir där prästinnan Genbu. Nu är hon i en färd på att hitta de sju stjärnkrigarna för att få tre önskningar uppfyllda av guden Genbu. När prästinnans önskningar har ett verkligt inflytande i världen, inser hon att hon måste finna en väg att återvända till sitt universum...